# ارنست آگوستوس
ارنست آگوستوس (۵ ژوئن ۱۷۷۱ - ۱۸ نوامبر ۱۸۵۱) از ۲۰ ژوئن ۱۸۳۷ تا زمان مرگ پادشاه هانوفر بود. وی پنجمین پسر و هشتمین فرزند جرج سوم بود که یازده سال قبل از تولد ارنست آگوستوس به سلطنت بریتانیای کبیر و ایرلند و نیز هانوفر، که در آن زمان بخشی از امپراتوری مقدس روم بود، رسیده بود. بعد از درگذشت برادر بزرگ وی ویلیام چهارم و به سلطنت رسیدن ملکه ویکتوریا در بریتانیا، با توجه به آن‌که قوانین هانوفر به زنان اجازه سلطنت نمی‌داد، سلطنت هانوفر به ارنست آگوستوس رسید. پیش از این و بعد از انحلال امپراتوری مقدس روم، هانوفر به صورت یک پادشاهی مستقل درآمده بود. وی در ۱۸ نوامبر ۱۸۵۱ درگذشت و بعد از وی سلطنت هانوفر به پسرش گئورگ رسید.